# Nati nel 1997/Ottobre
| Questa pagina contiene informazioni ricavate automaticamente dalle voci biografiche con l'ausilio del template Bio e di un bot. L'aggiornamento è periodico e automatico e ricostruisce completamente la pagina. Se manca una persona in questa lista, sei pregato di non aggiungerla, ma accertati piuttosto che la sua voce biografica contenga il template Bio e che i dati anagrafici siano correttamente compilati. Se il template Bio manca, inseriscilo tu stesso o, in alternativa, metti l'avviso {{tmp\|Bio}} che ne segnala la mancanza. Se i dati riportati sono sbagliati, correggi direttamente la voce biografica; le modifiche saranno visibili in questa lista entro pochi giorni. Per chiarimenti vedi il progetto biografie. La lista contiene solo le 362 persone che sono citate nell'enciclopedia e per le quali è stato implementato correttamente il template Bio. Pagina aggiornata al 10 ago 2025. |

- 1º ottobre - Mohamed Abdel Salam, calciatore egiziano
- 1º ottobre - Jade Bird, cantautrice e polistrumentista britannica
- 1º ottobre - Geoffrey Chinedu, calciatore nigeriano
- 1º ottobre - Hamza Choudhury, calciatore inglese
- 1º ottobre - Aleksejs Grjaznovs, calciatore lettone
- 1º ottobre - Jens Hofer, calciatore svizzero
- 1º ottobre - Dedric Lawson, cestista statunitense
- 1º ottobre - Adrian Meisen, ex sciatore alpino tedesco
- 1º ottobre - Muhammad Nur Aiman Mohd Zariff, ciclista su strada e pistard malese
- 1º ottobre - Emmanuel Nworie, lottatore nigeriano
- 1º ottobre - Jeffrey Read, sciatore alpino canadese
- 1º ottobre - Marco Antonio Rosa Furtado Júnior, calciatore brasiliano
- 1º ottobre - Vladislav Sarveli, calciatore russo
- 1º ottobre - Elisa Senß, calciatrice tedesca
- 1º ottobre - Minori Suzuki, doppiatrice e cantante giapponese
- 1º ottobre - Mattia Vitale, calciatore italiano
- 1º ottobre - Tetsushi Yamakawa, calciatore giapponese
- 1º ottobre - Syamer Kutty Abba, calciatore malaysiano
- 1º ottobre - Lelê, calciatore brasiliano
- 2 ottobre - Tammy Abraham, calciatore inglese
- 2 ottobre - Patsapong Amsam-ang, astista thailandese
- 2 ottobre - Joseph Baena, attore, culturista e modello statunitense
- 2 ottobre - Dardan, rapper tedesco
- 2 ottobre - Nicolás Delgadillo, calciatore argentino
- 2 ottobre - Stefano Guerrato, pallanuotista italiano
- 2 ottobre - Ross Haslam, tuffatore britannico
- 2 ottobre - Sofian Kiyine, calciatore marocchino
- 2 ottobre - Alina Freund, attrice e doppiatrice tedesca
- 3 ottobre - Mario Bovenzi, attore e personaggio televisivo italiano
- 3 ottobre - Kathleen Dawson, nuotatrice britannica
- 3 ottobre - Jo-Ane van Dyk, giavellottista sudafricana
- 3 ottobre - Valon Etemi, calciatore macedone
- 3 ottobre - Claudia Gueli, sciatrice freestyle australiana
- 3 ottobre - Jonathan Isaac, cestista statunitense
- 3 ottobre - Damien Jefferson, cestista statunitense
- 3 ottobre - Jin Boyang, pattinatore artistico su ghiaccio cinese
- 3 ottobre - Javon Kinlaw, giocatore di football americano statunitense
- 3 ottobre - Onitlasi Moraes, calciatore brasiliano
- 3 ottobre - Tedarrell Slaton, giocatore di football americano statunitense
- 3 ottobre - Colby Stevenson, sciatore freestyle statunitense
- 3 ottobre - Andrés Eduardo Sánchez Rodríguez, calciatore messicano
- 3 ottobre - Scott Wharton, calciatore inglese
- 3 ottobre - Marco Zanon, rugbista a 15 italiano
- 3 ottobre - Matheus Silva, calciatore brasiliano
- 3 ottobre - Jakub Łabojko, calciatore polacco
- 4 ottobre - Ronald Hernández, calciatore venezuelano
- 4 ottobre - Antonio de Jesús López, calciatore messicano
- 4 ottobre - Livio Milts, calciatore belga
- 4 ottobre - Jonas Müller, slittinista austriaco
- 4 ottobre - Emily Overholt, ex nuotatrice canadese
- 4 ottobre - Jakub Piotrowski, calciatore polacco
- 4 ottobre - Sebastian Vasiliadis, calciatore tedesco
- 4 ottobre - Nikola Vlašić, calciatore croato
- 5 ottobre - Chris Evans, giocatore di football americano statunitense
- 5 ottobre - Michael Hoecht, giocatore di football americano canadese
- 5 ottobre - Adam Lambert, snowboarder australiano
- 5 ottobre - Pernille Mathiesen, ex ciclista su strada danese
- 5 ottobre - Leticia Oro Melo, lunghista brasiliana
- 5 ottobre - Jonathan Morsay, calciatore svedese
- 5 ottobre - Michael Pittman Jr., giocatore di football americano statunitense
- 5 ottobre - Benjamin Reymond, giocatore di football americano svizzero
- 5 ottobre - Rong Ningning, lottatrice cinese
- 6 ottobre - Mohammed Al-Hardan, calciatore bahreinita
- 6 ottobre - Kasper Dolberg, calciatore danese
- 6 ottobre - Alterique Gilbert, cestista statunitense
- 6 ottobre - Theo Hernández, calciatore francese
- 6 ottobre - Justas Lasickas, calciatore lituano
- 6 ottobre - Homer Martínez, calciatore colombiano
- 6 ottobre - Julian Mertens, ex ciclista su strada belga
- 6 ottobre - Marcel Schade, giocatore di football americano tedesco
- 6 ottobre - Joey Wentz, giocatore di baseball statunitense
- 6 ottobre - Quinn Wolferman, sciatore freestyle statunitense
- 7 ottobre - Lorenzo Ambrosin, cestista italiano
- 7 ottobre - Julia Bianchi, calciatrice brasiliana
- 7 ottobre - Patrik Blahút, calciatore slovacco
- 7 ottobre - Drake Callender, calciatore statunitense
- 7 ottobre - Mariam Coulibaly, cestista maliana
- 7 ottobre - Anthony Cowan, cestista statunitense
- 7 ottobre - Ibrahima Doumbouya, cestista canadese
- 7 ottobre - Nikolaj Grjazin, pilota di rally russo
- 7 ottobre - Alfie Jones, calciatore inglese
- 7 ottobre - Kira Kosarin, attrice, cantante e ballerina statunitense
- 7 ottobre - Lauren Platt, cantante, attrice e conduttrice televisiva britannica
- 7 ottobre - Mathilde Nelles, sciatrice alpina belga
- 7 ottobre - J. Rey Soul, cantante filippina
- 7 ottobre - Guilherme Romão, calciatore brasiliano
- 7 ottobre - Juan Salomoni, calciatore argentino
- 7 ottobre - Sydney Siame, velocista zambiano
- 7 ottobre - Ingibjörg Sigurðardóttir, calciatrice islandese
- 7 ottobre - Vanessa Voigt, biatleta tedesca
- 8 ottobre - Asumah Abubakar, calciatore ghanese
- 8 ottobre - Djimy Alexis, calciatore haitiano
- 8 ottobre - Nazim Babayev, triplista azero
- 8 ottobre - Steven Bergwijn, calciatore olandese
- 8 ottobre - Fernanda Contreras Gómez, tennista messicana
- 8 ottobre - Andrew Jung, calciatore francese
- 8 ottobre - Josh Kerr, mezzofondista britannico
- 8 ottobre - Jasmine Keys, cestista italiana
- 8 ottobre - Takahiro Kunimoto, calciatore giapponese
- 8 ottobre - Dejan Ljubicic, calciatore austriaco
- 8 ottobre - Jimmy Marín, calciatore costaricano
- 8 ottobre - Marco Odermatt, sciatore alpino svizzero
- 8 ottobre - Erik Prekop, calciatore slovacco
- 8 ottobre - Sərtan Taşqın, calciatore azero
- 8 ottobre - Bella Thorne, attrice e cantante statunitense
- 8 ottobre - Ruth Usoro, lunghista e triplista nigeriana
- 8 ottobre - Ben White, calciatore inglese
- 8 ottobre - Nathan de Medina, calciatore belga
- 9 ottobre - Brady Breeze, giocatore di football americano statunitense
- 9 ottobre - Ryan Choi, schermidore hongkonghese
- 9 ottobre - Jordan Harris, cestista statunitense
- 9 ottobre - Jharrel Jerome, attore statunitense
- 9 ottobre - Samuel Leach Holm, calciatore svedese
- 9 ottobre - Roneisha McGregor, velocista giamaicana
- 9 ottobre - Megan Moroney, cantante statunitense
- 9 ottobre - Angelica Moser, astista svizzera
- 9 ottobre - Stefanos Strouggīs, calciatore greco
- 9 ottobre - Răzvan Trif, calciatore rumeno
- 10 ottobre - Majeed Ashimeru, calciatore ghanese
- 10 ottobre - Aliou Badji, calciatore senegalese
- 10 ottobre - Olivia Baril, ciclista su strada canadese
- 10 ottobre - Brittain Brown, giocatore di football americano statunitense
- 10 ottobre - Kieran Dowell, calciatore inglese
- 10 ottobre - Sylvain Francisco, cestista francese
- 10 ottobre - Aleksandăr Georgiev, calciatore bulgaro
- 10 ottobre - DDG, rapper e pugile statunitense
- 10 ottobre - Taavi Jurkatamm, cestista estone
- 10 ottobre - Isaiahh Loudermilk, giocatore di football americano statunitense
- 10 ottobre - Denzel Mims, giocatore di football americano statunitense
- 10 ottobre - Vinnie Pasquantino, giocatore di baseball statunitense
- 10 ottobre - Maksim Piskunov, ex ciclista su strada e pistard russo
- 10 ottobre - Tessa Polder, pallavolista olandese
- 10 ottobre - Antônio Josenildo Rodrigues de Oliveira, calciatore brasiliano
- 10 ottobre - Ondřej Sehnal, cestista ceco
- 10 ottobre - Georgij Žbanov, cestista russo
- 11 ottobre - Steven Alfred, calciatore nigeriano
- 11 ottobre - Daniel Armstrong, calciatore scozzese
- 11 ottobre - Akeem Bloomfield, velocista giamaicano
- 11 ottobre - Tony Carr, cestista statunitense
- 11 ottobre - Gustavo Cortez, calciatore ecuadoriano
- 11 ottobre - Marthe Enlid, calciatrice norvegese
- 11 ottobre - Cole Fotheringham, giocatore di football americano statunitense
- 11 ottobre - Jeando Fuchs, calciatore camerunese
- 11 ottobre - Emmanuel Iyoha, calciatore tedesco
- 11 ottobre - Vinit Rai, calciatore indiano
- 11 ottobre - Dalibor Takáč, calciatore slovacco
- 11 ottobre - BigWalkDog, rapper statunitense
- 11 ottobre - Zhou Zhaoqian, atleta paralimpica cinese
- 11 ottobre - Georg Zimmermann, ciclista su strada tedesco
- 12 ottobre - Abdurraman Fangaj, calciatore albanese
- 12 ottobre - Agustín Loser, pallavolista argentino
- 12 ottobre - Mariana Moura de Queiroz Dias, cestista brasiliana
- 12 ottobre - Nikola Milenković, calciatore serbo
- 12 ottobre - Andy Preciado, multiplista ecuadoriano
- 12 ottobre - Justin Robinson, cestista statunitense
- 13 ottobre - Ismaël Ankobo, calciatore congolese (Repubblica del Congo)
- 13 ottobre - Ge Manqi, velocista cinese
- 13 ottobre - Rïnat Jwmatov, calciatore kazako
- 13 ottobre - Johanne Killi, ex sciatrice freestyle norvegese
- 13 ottobre - Lorenzo Rajot, calciatore francese
- 13 ottobre - Aaron Refvem, attore statunitense
- 13 ottobre - Fadilou Seck, cestista senegalese
- 13 ottobre - Mike Smith, cestista statunitense
- 14 ottobre - Lynn Bowden, giocatore di football americano statunitense
- 14 ottobre - Luke Farrell, giocatore di football americano statunitense
- 14 ottobre - Christos Gravius, calciatore svedese
- 14 ottobre - Odei Jainaga, giavellottista spagnolo
- 14 ottobre - Advan Kadušić, calciatore bosniaco
- 14 ottobre - Laud, cantante ucraino
- 14 ottobre - Majed Suroor, calciatore emiratino
- 14 ottobre - Toyosi Olusanya, calciatore inglese
- 15 ottobre - Arella Guirantes, cestista portoricana
- 15 ottobre - Perle Morroni, calciatrice francese
- 15 ottobre - Richard Núñez, calciatore uruguaiano
- 15 ottobre - Esraa Owis, lunghista e triplista egiziana
- 15 ottobre - Jarl Magnus Riiber, combinatista nordico norvegese
- 15 ottobre - Bassala Sambou, calciatore tedesco
- 15 ottobre - T.J. Shorts, cestista statunitense
- 15 ottobre - Andreja Slokar, sciatrice alpina slovena
- 15 ottobre - Song Bum-keun, calciatore sudcoreano
- 16 ottobre - Jago Abuladze, judoka russo
- 16 ottobre - Aliou Dieng, calciatore maliano
- 16 ottobre - Aurélien Diesse, judoka francese
- 16 ottobre - Brandin Echols, giocatore di football americano statunitense
- 16 ottobre - Janina Inkina, cestista bielorussa
- 16 ottobre - Ol'ha Jackovec', cestista ucraina
- 16 ottobre - Herman Johansson, calciatore svedese
- 16 ottobre - Charles Leclerc, pilota automobilistico monegasco
- 16 ottobre - Lu Yuhua, goista taiwanese
- 16 ottobre - Seiya Maikuma, calciatore giapponese
- 16 ottobre - Fabrice Ngah, calciatore camerunese
- 16 ottobre - Christian Scaroni, ciclista su strada italiano
- 16 ottobre - Lewis Travis, calciatore inglese
- 16 ottobre - Charlie Woerner, giocatore di football americano statunitense
- 16 ottobre - Mirko Zanni, sollevatore italiano
- 16 ottobre - Naomi Ōsaka, tennista giapponese
- 17 ottobre - Tarryn Allarakhia, calciatore tanzaniano
- 17 ottobre - Enis Bunjaki, ex calciatore tedesco
- 17 ottobre - Hans Peter Hannighofer, bobbista e ex discobolo tedesco
- 17 ottobre - George Huhmann, ex pallavolista statunitense
- 17 ottobre - Chloé Jouannet, attrice francese
- 17 ottobre - Francesca Meropini, calciatrice italiana
- 17 ottobre - Adedayo Odeleye, giocatore di football americano nigeriano
- 17 ottobre - Lydia Paterson, tiratrice a segno statunitense
- 17 ottobre - Mauricio Pineda, calciatore statunitense
- 17 ottobre - Agustín Rogel, calciatore uruguaiano
- 17 ottobre - Thomas Schnurrer, ex giocatore di football americano austriaco
- 17 ottobre - Shi Yiting, atleta paralimpica cinese
- 17 ottobre - Robert Williams, cestista statunitense
- 17 ottobre - Václav Černý, calciatore ceco
- 18 ottobre - Isaac Christie-Davies, calciatore gallese
- 18 ottobre - Matheuzinho, calciatore brasiliano
- 18 ottobre - Florian Jaritz, calciatore austriaco
- 18 ottobre - Gonzalo Lencina, calciatore argentino
- 18 ottobre - Daniel Mantenuto, hockeista su ghiaccio canadese
- 18 ottobre - Mihail Titow, calciatore turkmeno
- 18 ottobre - Trayveon Williams, giocatore di football americano statunitense
- 19 ottobre - Jimmy Dunne, calciatore irlandese
- 19 ottobre - Camilla Mingardi, pallavolista italiana
- 19 ottobre - Marco Riccioni, rugbista a 15 italiano
- 19 ottobre - Federico Russo, attore italiano
- 19 ottobre - Edoardo Soleri, calciatore italiano
- 19 ottobre - Mara Taquin, attrice belga
- 19 ottobre - Lindsey Vander Weide, pallavolista statunitense
- 19 ottobre - Lachlan Wales, calciatore australiano
- 19 ottobre - Ryōya Yamashita, calciatore giapponese
- 20 ottobre - Suleman Hamid, calciatore etiope
- 20 ottobre - Ademola Lookman, calciatore inglese
- 20 ottobre - Daizen Maeda, calciatore giapponese
- 20 ottobre - Teagan Micah, calciatrice australiana
- 20 ottobre - Nguyễn Tiến Linh, calciatore vietnamita
- 20 ottobre - Andrej Rublëv, tennista russo
- 20 ottobre - Dylan Schommer, cestista svizzero
- 20 ottobre - Fernando Zurbriggen, cestista argentino
- 21 ottobre - Jordyn Brooks, giocatore di football americano statunitense
- 21 ottobre - Mike Caliendo, giocatore di football americano statunitense
- 21 ottobre - Ahmed Mostafa, calciatore egiziano
- 21 ottobre - Bodian Massa, cestista francese
- 21 ottobre - Hamza Mendyl, calciatore marocchino
- 21 ottobre - Kairo Mitchell, calciatore grenadino
- 21 ottobre - Alioune Ndour, calciatore senegalese
- 21 ottobre - Moritz Nicolas, calciatore tedesco
- 21 ottobre - Egide Ntakarutimana, mezzofondista burundese
- 21 ottobre - Anderson Peters, giavellottista grenadino
- 21 ottobre - Vicente Pérez, pilota motociclistico spagnolo
- 21 ottobre - Nikola Tanasković, cestista serbo
- 22 ottobre - Fauve Bastiaenssen, ciclocrossista, ciclista su strada e ex cestista belga
- 22 ottobre - Manu Fuster, calciatore spagnolo
- 22 ottobre - Wenderson Galeno, calciatore brasiliano
- 22 ottobre - Eli Iserbyt, ciclocrossista e ciclista su strada belga
- 22 ottobre - Žiga Jelar, saltatore con gli sci sloveno
- 22 ottobre - Jodi Jones, calciatore maltese
- 22 ottobre - Max Kanter, ciclista su strada e pistard tedesco
- 22 ottobre - Ahmad Khalife, giocatore di football americano tedesco
- 22 ottobre - Joe Rodon, calciatore gallese
- 22 ottobre - Antoine Wesley, giocatore di football americano statunitense
- 23 ottobre - Simon Birgander, cestista svedese
- 23 ottobre - Nick Bosa, giocatore di football americano statunitense
- 23 ottobre - Adrián Cuadra, calciatore cileno
- 23 ottobre - Philippe Gagné, tuffatore canadese
- 23 ottobre - Simone Iannattoni, lottatore italiano
- 23 ottobre - Ezri Konsa, calciatore inglese
- 23 ottobre - Benji Michel, calciatore statunitense
- 23 ottobre - Konsta Mäenpää, lottatore finlandese
- 23 ottobre - Élie Okobo, cestista francese
- 23 ottobre - Isalys Quiñones, cestista statunitense
- 23 ottobre - Marija Salmina, nuotatrice artistica russa
- 23 ottobre - Dáriusz Vitek, lottatore ungherese
- 23 ottobre - Apache 207, rapper tedesco
- 23 ottobre - Matteo Zucchetti, hockeista su pista italiano
- 24 ottobre - Edson Álvarez, calciatore messicano
- 24 ottobre - Bron Breakker, wrestler e ex giocatore di football americano statunitense
- 24 ottobre - Claudia Fragapane, ginnasta britannica
- 24 ottobre - Cristo González, calciatore spagnolo
- 24 ottobre - Raye, cantautrice britannica
- 24 ottobre - Sera Kutlubey, attrice turca
- 24 ottobre - Elvin Oliva, calciatore honduregno
- 24 ottobre - Martina Peterlini, sciatrice alpina italiana
- 25 ottobre - Tyler Alvarez, attore statunitense
- 25 ottobre - Salih Aydın, lottatore turco
- 25 ottobre - Marco Borgnino, calciatore argentino
- 25 ottobre - Federico Chiesa, calciatore italiano
- 25 ottobre - Alexandre Delettre, ciclista su strada francese
- 25 ottobre - Moussa Diop, judoka senegalese
- 25 ottobre - Il'ja Gaponov, calciatore russo
- 25 ottobre - Silvan Hefti, calciatore svizzero
- 25 ottobre - Michael Rice, cantante britannico
- 25 ottobre - Kinga Szemik, calciatrice polacca
- 25 ottobre - Jesper Taaje, calciatore norvegese
- 26 ottobre - Ardit Deliu, calciatore albanese
- 26 ottobre - Rhenzy Feliz, attore statunitense
- 26 ottobre - Eduvie Ikoba, calciatore statunitense
- 26 ottobre - Billy Preston, cestista statunitense
- 26 ottobre - Luis Segovia, calciatore ecuadoriano
- 27 ottobre - Lonzo Ball, cestista statunitense
- 27 ottobre - Vladyslav Buhaj, calciatore ucraino
- 27 ottobre - Marcel Canadi, calciatore austriaco
- 27 ottobre - Jess Carter, calciatrice britannica
- 27 ottobre - Alexander Erler, tennista austriaco
- 27 ottobre - Iván Fernández, pallavolista portoricano
- 27 ottobre - Mattia Giovanella, giocatore di curling italiano
- 27 ottobre - Ji Xinjie, nuotatore cinese
- 27 ottobre - Naoufel Khacef, calciatore algerino
- 27 ottobre - Aleksandar Nedeljković, pallavolista serbo
- 27 ottobre - Ilmari Niskanen, calciatore finlandese
- 27 ottobre - Renato Pantalon, calciatore croato
- 27 ottobre - Rhys, cantante statunitense
- 27 ottobre - Ibrahima Sissoko, calciatore francese
- 27 ottobre - James TW, cantautore britannico
- 27 ottobre - Albin Winbo, calciatore svedese
- 27 ottobre - Justin Wright-Foreman, cestista statunitense
- 27 ottobre - Mariah the Scientist, cantautrice statunitense
- 27 ottobre - Juan Ignacio Álvarez, calciatore argentino
- 28 ottobre - Antoine Brooks, giocatore di football americano statunitense
- 28 ottobre - Taylor Fritz, tennista statunitense
- 28 ottobre - Sō Fujitani, calciatore giapponese
- 28 ottobre - Tryggvi Hlinason, cestista islandese
- 28 ottobre - Leonardo Maltese, attore italiano
- 28 ottobre - Sierra McCormick, attrice e produttrice televisiva statunitense
- 28 ottobre - Moses Opondo, calciatore ugandese
- 28 ottobre - Bianca Pagdanganan, golfista filippina
- 28 ottobre - Shaquille Quarterman, giocatore di football americano statunitense
- 28 ottobre - Arnaldo Toro, cestista portoricano
- 28 ottobre - Andrea Zanotti, pallavolista italiano
- 29 ottobre - Rawle Alkins, cestista statunitense
- 29 ottobre - Imerio Cima, ex ciclista su strada e pistard italiano
- 29 ottobre - Giulia Crisantino, calciatrice italiana
- 29 ottobre - Kate Eckhardt, canoista australiana
- 29 ottobre - Raoul Giger, calciatore svizzero
- 29 ottobre - Irina Kazakevič, biatleta russa
- 29 ottobre - Darnell Mooney, giocatore di football americano statunitense
- 29 ottobre - Kouat Noi, cestista sudsudanese
- 29 ottobre - Juan Obregón, calciatore honduregno
- 29 ottobre - Ilona Prokopevnjuk, lottatrice ucraina
- 29 ottobre - Martin Salmon, ex ciclista su strada tedesco
- 29 ottobre - Reuben Yem, calciatore nigeriano
- 29 ottobre - Egas Cacintura, calciatore angolano
- 30 ottobre - Mukhtar Ali, calciatore saudita
- 30 ottobre - Azizbek Amonov, calciatore uzbeko
- 30 ottobre - Alan Banaszek, ciclista su strada e pistard polacco
- 30 ottobre - Lucas Campos, calciatore brasiliano
- 30 ottobre - Ilias Chair, calciatore marocchino
- 30 ottobre - Audriana Fitzmorris, pallavolista statunitense
- 30 ottobre - Emanuel Hernández, calciatore uruguaiano
- 30 ottobre - Sean Longstaff, calciatore inglese
- 30 ottobre - Cornell Powell, giocatore di football americano statunitense
- 30 ottobre - Loranne Smans, snowboarder belga
- 31 ottobre - Nordin Bakker, calciatore olandese
- 31 ottobre - André Carvalho, ciclista su strada portoghese
- 31 ottobre - Itzan Escamilla, attore spagnolo
- 31 ottobre - Brian García, calciatore messicano
- 31 ottobre - Siobhán Haughey, nuotatrice hongkonghese
- 31 ottobre - Mohammed Kamara, calciatore liberiano
- 31 ottobre - Bruno Langa, calciatore mozambicano
- 31 ottobre - Patrick Soko, calciatore camerunese
- 31 ottobre - Mathías Olivera, calciatore uruguaiano
- 31 ottobre - Sydney Park, attrice statunitense
- 31 ottobre - Marcus Rashford, calciatore inglese
- 31 ottobre - Ryan Rimmler, giocatore di football americano tedesco
- 31 ottobre - Iván Sosa, ciclista su strada colombiano
- 31 ottobre - Holly Taylor, attrice e ballerina canadese
- 31 ottobre - D.J. Wonnum, giocatore di football americano statunitense